# 명백한 회피 기회 원칙
|                                                      |
| 불법행위법                                           |
| 영미법 시리즈                                        |
| 과실                                                 |
| 주의의무 · 주의기준                                  |
| 근인 · 사실추정의 원칙                               |
| 과실계산 · 가해자 완전책임                           |
| 과실의 정신적 가해행위                               |
| 구조원칙 · 구조의무                                  |
| 법률상 불법행위                                      |
| 제조물책임법 · 고위험 행위                           |
| 불법침입인 · 승낙출입자 · 고객                       |
| 유인적 위험물                                        |
| 재산관련 불법행위                                    |
| 불법침해 · 컨버전                                    |
| 압류동산회복소송 · 동산점유회복소송 · 횡령물회복소송 |
| 유해물                                               |
| 근린방해 · 라일랜즈 대 플레처 판결                   |
| 의도적 불법행위                                      |
| 폭행위협 · 폭행 · 불법감금                           |
| 정신적 피해                                          |
| 승낙 · 필요 · 자기방어                               |
| 명예관련 불법행위                                    |
| 명예훼손 · 사생활 침해                               |
| 신뢰훼손 · 절차악용                                  |
| 악의적 기소                                          |
| 경제적 불법행위                                      |
| 사기 · 불법적 간섭                                   |
| 음모 · 영업방해                                      |
| 의무, 변론, 구제방법                                 |
| 상대적 과실과 과실 기여                              |
| 명백한 회피 기회 원칙                                |
| 상급자책임 · 동의는 권리침해 성립을 조각             |
| 패륜적 계약에서 채권발생 없다                        |
| 손해배상 · 금지명령                                  |
| 영미법                                               |
| 미국의 계약법 · 미국의 재산법                        |
| 미국의 유언신탁법                                    |
| 미국의 형법 · 미국의 증거법                          |

명백한 회피 기회 원칙(Last Clear Chance doctrine)은 미국의 불법행위법의 법리로 기여과실에서 적용되는 원칙이다. 조성과실(助成過失) 또는 기여과실(寄與過失)이라고도 한다. 이 원칙에 따르면 과실이 있는 원고가 피고가 사고를 피할 기회가 있었음을 명백히 입증한다면 피고의 배상책임을 인정하여야 한다는 원칙이다.  원칙의 목적은 기여과실원칙의 단점을 완화시기키위한 것이다. 현재 기여 과실 원칙이 상대 과실원칙으로 대체대면서 이 원칙은 별로 쓰이고 있지 않고 있다.

## 사례
과속으로 달리던 운전자 F는 교차로를 발견하고 급히 브레이크를 밟았으나 젖은 노면상태로 인해 자동차는 도로에서 미끄러졌다. 한편 교차로 다른 쪽에서 역시 과속으로 오던 운전자 S는 충분히 정지할 수 있는 거리가 있는데도 불구하고 감속하지 않고 멋지게 왼쪽으로 빗나가기로 마음을 먹었다. 하지만 F의 차와 다른 차 사이의 공간은 생각보다 좁아서 S의 차는 F의 차를 측면에서 들이받았다. 이 경우, F의 차는 기여과실원칙에 따라서 피해보상을 받지 못하겠지만 S가 당시에 사고를 감속을 해 피할 수 있는 상황임을 고려하면 명백한 회피 기회원칙을 적용, F가 피해보상을 받을 수 있을 것이다.

## 참고 문헌
- Black's Law Dictionary 1486 (8th ed. 2004)
- 미국법연구소 L[깨진 링크(과거 내용 찾기)]
- 조성과실 (Contributory negligence). Last clear chance